# Petaurillus emiliae
A Petaurillus emiliae é uma espécie de roedor da família Sciuridae.
É endêmica da Malásia.